# McCormick & Schmick's
A McCormick & Schmick's Seafood Restaurants Inc. é uma cadeia americana de restaurantes de frutos do mar. Em julho de 2021, a empresa operava 26 locais nos Estados Unidos e 5 locais canadenses que operam sob o nome Boathouse. A venda para a empresa controladora, Landry's, Inc., foi concluída em janeiro de 2012. A sede corporativa da Landry's em Houston, Texas, agora gerencia todas as operações dos restaurantes.

## História
As raízes da empresa remontam à década de 1970, quando Bill McCormick comprou o Jake's Famous Crawfish, um restaurante com mais de 100 anos de idade em Portland, Oregon. McCormick contratou Douglas Schmick para a gerência, e os dois formaram a Traditional Concepts em 1974, a precursora dos restaurantes McCormick & Schmick's.
O restaurante original da McCormick & Schmick's foi inaugurado em 1979 em Portland, em um local de 870 m2 no centro da cidade, localizado no Henry Failing Building.
Em fevereiro de 1997, a empresa foi adquirida pela Apple South por US$ 53 milhões.
Em 2004, a empresa tornou-se uma empresa de capital aberto após uma oferta pública inicial. Em 2009, havia quase 100 restaurantes e locais de bufê nos Estados Unidos e no Canadá. Em junho de 2009, a empresa fechou o local original em Portland. A cadeia é famosa por seu generoso happy hour e pelo histórico cheeseburger de US$ 1,95 de meio quilo. O preço foi alterado para US$ 2,95 na primavera de 2009.
Em 4 de abril de 2011, Tilman J. Fertitta, que já era o maior acionista individual da empresa (menos de 10%), fez uma oferta para tornar a McCormick & Schmick's privada, oferecendo US$ 9,25 por ação pelas ações em circulação da empresa, um prêmio de 30% sobre o preço de fechamento de 1º de abril. Uma oferta de US$ 8,75 por ação foi aceita pelo conselho da McCormick & Schmick's em novembro de 2011, com a expectativa de que a compra fosse concluída em janeiro de 2012. As operações seriam incorporadas à Landry's Restaurants. No entanto, Fertitta esperava “manter algum tipo de escritório em Portland”. A venda para o conglomerado foi concluída em janeiro de 2012, e a empresa, que antes era de capital aberto, foi removida da bolsa NASDAQ após ser negociada sob o símbolo MSSR de 2004 a 2012.